# Nathan Corbett
Nathan Corbett (Hamilton, 23 ottobre 1979) è un kickboxer e thaiboxer australiano.
Soprannominato "Carnage" (Carneficina), è un campione del mondo Muay thai 11 volte. Corbett era il campione del mondo Muay thai WMC pesi massimi leggeri, il campione del torneo K-1 Scandinavia 2007 e l'ex campione del mondo Muay thai WKN pesi massimi (comprese tre difese).

## Palmarès
- 2010–2013 Campione del Mondo Muaythai WKN Pesi Massimi
- 2010 Campione del torneo A-1 World Combat Cup Pesi Massimi
- 2009 Campione del WIPU King of the Ring
- 2007 Campione di qualificazione K-1 Fighting Network scandinavo
- 2005 Campione del Mondo Muaythai WBC Pesi Mediomassimi
- 2005–2006 Campione del Mondo Muaythai WMC Pesi Massimileggeri
- 2005 Campione del Mondo IMF
- 2003 Campione del Mondo Muaythai WMC Pesi Mediomassimi